# Bay of Panama
La nave a palo Bay of Panama è stata una nave mercantile a vela britannica, destinata al commercio, utilizzata dal 1884 al 1891.

## Storia

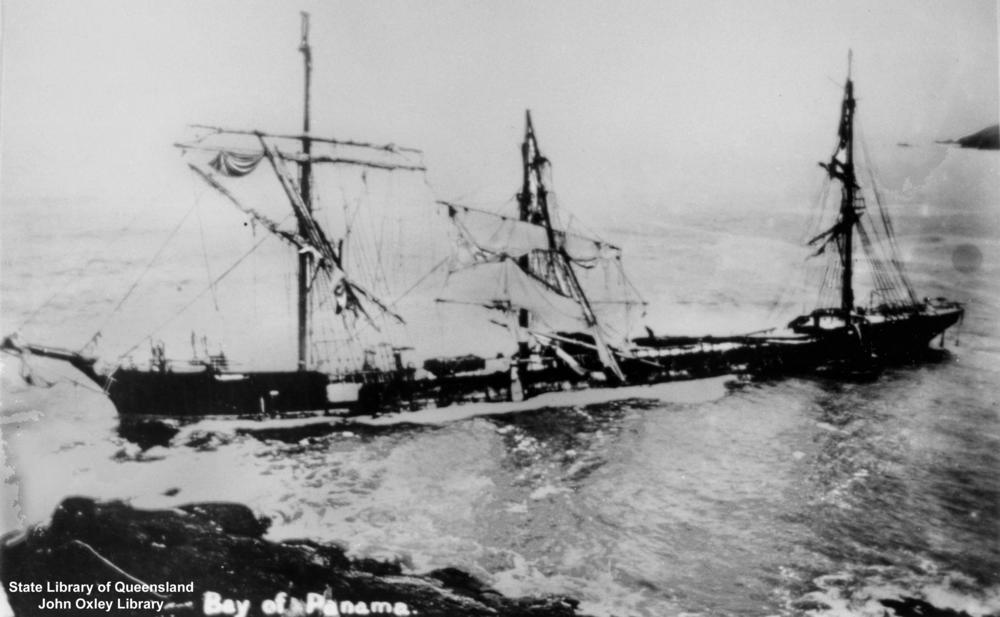
La Bay of Panama incagliata nella scogliera.

La nave mercantile a vela Bay of Panama fu costruita (n.164) presso il cantiere navale Harland & Wolff di Belfast venendo varata il 14 novembre 1883. La nave, con scafo in acciaio, era lunga 89,61 m, larga 12,97 m, aveva un pescaggio di 7,38 m e  un  dislocamento di 2.282 tonnellate lorde. Il Registro Ufficiale Britannico le assegnò la matricola N. 89507 e il segnale JDBF. Nel 1884 la nave fu consegnata alla compagnia Bullocks Bay Line, di proprietà di J. Bullock.
A causa della sua velocità, la Bay of Panama venne utilizzata per la rotta di Calcutta e il 18 novembre 1890 lasciò quel porto diretta a Dundee carica di un carico di 13.000 balle di iuta.
Per quattro mesi navigò rapidamente verso l'Inghilterra finché una mattina, all'inizio di marzo 1891, si avvicinò alla costa della Cornovaglia con un tempo in rapido peggioramento. La Bay of Panama, al comando del capitano Wright, incontrò la peggiore bufera di neve che la Cornovaglia avesse sofferto da oltre duecento anni.  Il Capitano Wright, a causa della cattiva visibilità non era sicuro della sua esatta posizione, e non vedeva alcun miglioramento evidente delle condizioni meteorologiche. Dopo essere salpato effettuò alcuni scandagli per rilevare la profondità e cercò di fare il punto della sua posizione. Nella notte del 9 marzo la situazione divenne disperata e furono lanciati razzi di soccorso che non vennero rilevati per la scarsa visibilità. All'1:30 del mattino la nave venne colpita da una enorme onda si abbatté sulla poppa spingendo la nave contro le scogliere appena a sud di Nare Point.
Quando colpì le rocce la Bay of Panama venne girata finché la prua non puntò verso est, e poi si incagliò saldamente sbandata a dritta. Alcuni degli alberi caddero e poco dopo un'altra enorme onda si abbatté sulla nave, trascinando via il secondo ufficiale. Quest'onda sommerse completamente anche la cabina principale, trascinando fuori bordo il capitano, sua moglie e altri sei membri dell'equipaggio che annegarono tutti. A malapena in grado di vedere nella neve battente e inzuppato dall'acqua gelata che si infrangeva sul ponte, il terzo ufficiale assunse il comando e ordinò a tutti di salire su ciò che restava delle manovre. Sfortunatamente per l'equipaggio, gli spruzzi gelidi che si riversarono sul sartiame si trasformarono rapidamente in ghiaccio e molti di loro morirono congelati. Durante quel lungo periodo prima dell'alba, molti morirono di stanchezza e di freddo, e il nostromo della nave, incapace di sopportare più a lungo la sofferenza, impazzì completamente e si gettò giù dal sartiame per annegare nei flutti. 
Con l'arrivo dell'alba la Bay of Panama era incastrata sotto le scogliere, con gli alberi e le manovre in rovina. Sui suoi ponti vi era un mucchio di corde e vele a brandelli, e oltre la murata pendevano un grande groviglio di aste rotte, corde e  altre vele rovinate. Alcuni degli uomini dell'equipaggio erano ancora vivi, bloccati tra le sartie. Un contadino che cercava le sue pecore disperse, si imbatté nel relitto e andò subito a chiedere aiuto. I soccorritori salirono a bordo salvando diciassette dei 40 membri originari dell'equipaggio.
Dopo essere stati nutriti e riscaldati, gli uomini sopravvissuti riposarono a letto per la notte nel villaggio di Saint Keverne, e il giorno successivo, avvolti in coperte, partirono per Falmouth su un autobus trainato da cavalli. Enormi cumuli di neve bloccarono le strade e ben presto non poterono più avanzare. Gli uomini sono stati costretti ad abbandonare l'autobus e proseguire a piedi fino a raggiungere, dopo 10 miglia, Falmouth. La maggior parte di loro non aveva scarpe e quasi tutti erano vestiti solo con stracci e coperte. La Neptune Salvage Company dell'isola di Wight si aggiudicò il contratto di salvataggio della nave due giorni dopo il naufragio.  Il carico di iuta della Bay of Panama fu successivamente recuperato e la campana di bronzo della nave fu donata alla Cappella di Helford.

### Annotazioni
1. ↑  Sulla terraferma, la neve battente e i venti pungenti producevano temperature gelide che nessuno poteva ricordare. Pecore e mucche morirono congelate nei campi, e in mare molte navi andarono perse, tra cui quattro che naufragarono nelle vicinanze, sui Manacles.

### Fonti
1. 1 2 3 4 5  Bruzelius.
2. 1 2 3 4 5 6 7 8 9 10 11 12 13 14 15 16 17 18 19 20  Submerged.
3. 1 2 3 4 5 6 7 8 9 10  Heritage Gateway.